# نور الدين قريشي
نور الدين قريشي (12 أبريل 1954

 في أوستريكورت) (بالفرنسية: Nourredine Kourichi)‏ لاعب كرة قدم جزائري الجنسية فرنسي المولد معتزل كان يجيد اللعب في خط الدفاع وحاليا مدرب نادي الدرجة الرابعة مانتوا الفرنسي منذ سنة 2006 .
لعب قريشي في أندية بويسي (1974-1976) فالينسيان (1976-1981) بوردو (1981-1982) ليل (1982-1986) مارتيني (1986-1987) بايو (1988-1989) .
شارك قريشي مع منتخب الجزائر في 52 مباراة دولية في الفترة من 1980 إلى 1986 .
تم استدعاء قريشي للمشاركة في بطولة كأس العالم لكرة القدم 1982 التي أقيمت في إسبانيا . لعب كوريتشي أساسيا في جميع المباريات الثلاث أمام منتخبات ألمانيا الغربية ، النمسا ، وتشيلي التي انتهت بنتائج 2/1 ، 0/2 ، و3/2 على التوالي ليحتل منتخب الجزائر المركز الثالث ويخرج من منافسات البطولة من دورها الأول .
تم استدعاء قريشي مجددا للمشاركة في بطولة كأس العالم لكرة القدم 1986 التي أقيمت في المكسيك . لعب في المباراة الأولى أساسيا أمام منتخب إيرلندا الشمالية والتي انتهت بالتعادل 1/1 بينما غاب عن المباراة الثانية أمام منتخب البرازيل ولكنه عاد للمشاركة أساسيا في المباراة الثالثة أمام منتخب إسبانيا ولكنها انتهت بالخسارة 0/3 ليحتل منتخب الجزائر المركز الرابع ويخرج من منافسات البطولة من دورها الأول .

## روابط خارجية
- نور الدين قريشي على موقع الاتحاد الدولي (مؤرشف)  (الإنجليزية)
- نور الدين قريشي على موقع قاعدة بيانات كرة القدم.إي يو (الإنجليزية)
- نور الدين قريشي على موقع ناشيونال فوتبول تيمز (الإنجليزية)
- نور الدين قريشي على موقع عالم كرة القدم.نت (الإنجليزية)
- نور الدين قريشي على موقع كووورة